# Групповые иски на Украине
Групповой иск — одна из форм судебного процесса, в которой большая группа людей коллективно подаёт иск в суд к ответчику, при этом от лица такой группы может выступать третье лицо, действующее в её интересах. С помощью группового иска защищаются интересы общества, права или интересы большой группы лиц с одинаковыми требованиями, подаваемый одним или несколькими субъектами (представителями группы), выступающими в судебном процессе самостоятельно за всю группу и от ее имени. В научной доктрине отмечается, что групповой иск представляет собой синтез двух процессуальных институтов — соучастия (без привлечения всех соучастников) и представительства (при отсутствии формальных полномочий).
В мире есть две классические модели групповых (коллективных) исков. Opt-in – иск подается в интересах тех лиц, которые заявили о нарушении права и изъявили желание присоединиться к иску. Модель opt-out позволяет кому-то одному подать иск в интересах всех заинтересованных лиц, определенных по определенному критерию, например, всех жителей города, а соответствующие жители могут заявить о нежелании своего участия. То есть opt-in – защищает присоединившихся, а opt-out – тех, кто не отказался от защиты.

## Групповые иски в Украине
Институт групповых исков в Украине является достаточно новой практикой. На сегодняшний день в Украине отсутствует специальный закон, регулирующий процедуры обращения с групповыми исками в суд и их рассмотрения. Отдельные нормы материального права позволяют инициировать иски, которые содержат признаки групповых, в частности статья 21 Закона Украины «Об охране окружающей природной среды», статья 25 Закона Украины «О защите прав потребителей», статья 29 Закона Украины «О рекламе». Эти иски инициируются одним лицом – негосударственная организация (НГО) в интересах и для защиты прав других лиц. Главным критерием для обращения с групповым иском является наличие доказательств нарушения прав значительного количества лиц одним и тем же деянием и/или событием. Такие иски рассматриваются по общей судебной процедуре.
Большинство исков, у которых есть признаки групповых, в Украине инициируются по модели opt - in и преимущественно в сфере защиты экологических прав граждан. Модель opt - in предполагает присоединение всех заинтересованных членов группы к инициатору иска на момент подачи соответствующего иска. Специальный порядок и сроки присоединения лиц после открытия производства по делу законодательством не установлены, законодательство не содержит требований относительно минимального количества пострадавших лиц для инициирования группового иска и не предусматривает предварительное согласование судом наличия класса таких пострадавших лиц.
Модель opt - out находится в стадии формирования судебной практики. Возможности инициирования исков opt - out предоставил Верховный Суд путем признания возможности их подачи в сфере защиты неопределенного круга прав потребителей (постановление Большой Палаты Верховного Суда от 23.03.2021 по делу № 367/4695/20, однако примеры окончательного разрешение подобных споров в Украине отсутствуют.
Решающее значение для формирования института групповых исков в Украине определила практика Верховного Суда, выводы которой о применении норм права носят обязательный характер и формируют правовой прецедент для судебной практики. Верховный Суд комплексно подошел к вопросу толкования вышеуказанных норм права, определив как возможность инициирования в Украине групповых (коллективных) исков, так и их юрисдикцию:
- постановление Большой Палаты Верховного Суда от 11.12.2018 г. в деле № 910/8122/17[8], подтвердившее возможность общественной природоохранной организации подавать соответствующие иски в интересах неопределенного круга лиц для защиты прав общества в экологической сфере;
- постановление Кассационного гражданского суда в составе Верховного суда от 19.03.2020 в деле № 754/8602/18[9], установившее, что общественная природоохранная организация для инициирования группового (коллективного) иска в интересах своих членов о компенсации причиненного в результате нарушения экологического законодательства вреда действует как самостоятельное лицо не в пределах института представительства пострадавших, в связи с чем не должна предоставлять документы на представительство полномочий пострадавших;
- постановление Большой Палаты Верховного Суда от 15.06.2021 по делу № 904/6125/20[10], которое предоставило четкие ответы на вопросы о способе подачи, субъектном составе и юрисдикции в групповых (коллективных) исках по компенсации вреда, причиненного нарушениями экологического законодательства: инициатором такого группового иска должна выступать общественная природоохранная организация, которая действует от своего имени, но в интересах своих членов – пострадавших лиц в результате присоединения их к такой организации; сторонами по делу являются общественная природоохранная организация в качестве истца и лица, виновные в причинении вреда в качестве ответчиков, в то время как пострадавшие лица, в интересах которых подан иск, не являются участниками такого судебного процесса; подобные споры подлежат рассмотрению в порядке гражданского судопроизводства.

Кроме того, важное значение для развития института групповых (коллективных) исков стали выводы, изложенные в мотивировочной части решения Конституционного Суда Украины от 28.11.2013 № 12-рп/2013, согласно которых общественная организация может защищать неимущественные и имущественные права своих членов, так и права других лиц, которые обратились за защитой, только в случае, если такие полномочия предусмотрены в уставных документах общественной организации и присутствует специальный закон, предоставляющий общественной организации такое право.

## Практика рассмотрения групповых исков в Украине
В Украине рассмотрение групповых исков было начато несколько лет назад, а потому судебная практика не столь масштабна, как в других странах мира. Однако, наработки в этой сфере, созданные командой GRECO Law Company под руководством Куфтырева П.В., и сформированная на базе этих наработок прецедентная практика Верховного Суда, положили начало практической реализации данного института.
Наибольшее распространение групповые иски получили в области экологии, так как именно с таких исков был начать путь имплементации международного опыта и институт групповых исков в украинскую судебную систему.

### Групповой иск пострадавших от Васильковской трагедии
До начала вооруженной агрессии России, пожар на Васильковской нефтебазе был крупнейшей экологической катастрофой в Украине со времен Чернобыля. Двухнедельный пожар на нефтебазе с 14 тысячами тонн нефтепродуктов привел к гибели 6 лиц и травмированию 15 человек.
Осенью 2016 года была зарегистрирована общественная организация «Фонд преодоления последствий Васильковской трагедии» (далее - Васильковский фонд), под руководством известного в Украине общественного деятеля Верника О.И. для обеспечения защиты прав пострадавших и за четыре месяца к ней присоединились несколько тысяч членов.
Адвокатами GRECO Law Company под руководством Куфтырева П.В. осуществлено полное юридическое сопровождение подачи и судебное рассмотрение первого в Украине группового (коллективного) иска, инициированного Васильковским фондом в интересах своих 2 225 членов, к более 60 юридическим лицам, ответственным за ведение хозяйственной деятельности, приведшей к Васильковской трагедии. Предметом исковых требований было взыскание морального вреда, причиненного жителям Василькова в общей сумме 2 700 000 000 грн. (около USD 100 000 000 на дату рассмотрения иска).
Летом 2018 года был подан групповой (коллективный) иск в суд. После открытия производства, Деснянским районным судом города Киева, 14.09.2018 был наложен арест на все движимое и недвижимое имущество ответчиков в пределах цены иска.
Осенью 2020 года,спустя три года после подачи иска и после сотни судебных заседаний, с частью ответчиков было достигнуто мировое соглашение, утвержденное решением суда от 03.11.2020 на условиях ex gratia (на общую сумму 1 млн долларов США). Учитывая особенности судебного и исполнительного производства в Украине, мировое соглашение на данный момент является оптимальным вариантом для обеих сторон.
Согласно мировому соглашению, потерпевшим было выплачено 22 000 000 грн (около 800 000 долларов США), что составило по 10 000 гривен на каждого из более чем 2 000 человек.
Исковые требования в отношении иных ответчиков, не участвовавших в подписании Мирового соглашения, находятся на рассмотрении суда первой инстанции.

### Иск против Николаевского глиноземного завода
Общественной организацией был инициирован групповой (коллективный) иск в интересах своих 1279 членов к ООО «Николаевский глиноземный завод» о компенсации морального вреда, причиненного членам организации вследствие незаконного захоронения красного шлама и его вредного влияния на экологию и жизнедеятельность человека.
Юридическое сопровождение данного группового иска также осуществляется адвокатами команды GRECO Law Company.
Групповой (коллективный) иск был инициирован против крупнейшего загрязнителя и создателя опасных отходов юга Украины. В результате хозяйственной деятельности завода образуются токсичные отходы — красные шламы, которых захороняются в двух шламохранилищах НГЗ. Общий объём задекларированного заводом красного шлама составляет более 47 млн тонн, в то время как реальный объём захоронения отходов ни одним компетентным органом Украины никогда не контролировался. Хранилища отходов не обеспечивают безопасного захоронения отходов красного шлама, в связи с чем случаются пылевые бури, загрязняющие окружающую среду на расстоянии десятков километров от шламохранилищ. Именно в зоне деятельности НГЗ наблюдалась динамика резкого (до 300 %) увеличения заболеваний и смертности от онкологических заболеваний, несмотря на динамику уменьшения данных показателей в других районах Николаевской области и в целом по Украине.
Решением Заводского районного суда г. Николаева от 26.05.2021 иск был удовлетворен, а суд присудил взыскать с НГЗ в пользу общественной организацией «Стоп Шлам» 9 800 000 000 грн. (свыше USD 300 000 000) компенсации морального вреда, причиненного нарушениями природоохранного законодательства 1279 членам организации, по 7 200 000 грн. (свыше USD 240 000) на каждого из членов организации.
Постановлением Николаевского апелляционного суда от 14.12.2021 решение суда первой инстанции было отменено. На данный момент дело находится на рассмотрении Верховного Суда.

## Обобщение Верховного Суда по практике групповых исков
Презентация обзора Верховного Суда по практике групповых исков в Украине, на тему «Поиск оптимальной конструкции защиты определенного круга лиц (representative actions)», проведена во время Круглого стола «Перспективы введения групповых исков в Украине», состоявшегося в онлайн-режиме 27.01.2023. Инициаторами Круглого стола выступили: EU Project Pravo-Justice и Ассоциация адвокатов Украины (далее - ААУ).
Судья Кассационного гражданского суда в составе Верховного Суда Василий Крат - выступая с докладом на тему «Поиск оптимальной конструкции защиты определенного круга лиц» указал, что: «Конструкция группового иска больше присуща англосаксонской правовой традиции, поэтому попытки внедрить ее применение в континентальной традиции иногда наталкиваются на определенное невосприятие и непонимание. В то же время, европейский подход заключается в расширении сферы групповых исков за пределы регулирования защиты прав потребителей, но с учетом правовой традиции отдельных государств. Применение института групповых исков может быть эффективно с точки зрения уменьшения нагрузки на судебную систему. Наличный частно-правовой инструментарий уже позволяет использовать институт групповых исков лиц, экономить время, обеспечивать процессуальную экономию».
В представленном докладе относительно актуальной судебной практики Верховного Суда о состоянии рассмотрения групповых исков, в частности, поданных общественными организациями в интересах своих членов, приведены решения Верховного Суда, в которых решались вопросы рассмотрения групповых исков, среди которых два практических кейса, сопровождавшихся GRECO Law Company: дело № 754/8602/18 (иск ОО «Фонд преодоления последствий Васильковской трагедии») и дело № 487/6970/20 (иск ОО «Стоп Шлам»).

## Законодательные инициативы
В украинском правовом поле есть все возможности для подачи группового иска, но чтобы вывести их на качественно новый уровень, необходимы законодательные изменения.
Борис Малышев по инициативе Greco Law Company под эгидой руководящего партнера Куфтырева П.В.,  выступил соавтором единственного, за всю историю независимости Украины, законопроекта про групповые иски  - проекта Закона Украины «О внесении изменений в некоторые законодательные акты Украины относительно групповых исков о защите прав потребителей, права на безопасную для жизни и здоровье окружающую среду» (законопроект № 10292).
Сам Малышев Б.В. отмечал, что после существенного обновления содержания Гражданско-процессуального кодекса два года, назад открытым остался вопрос введения особого порядка рассмотрения дел по защите прав и законных интересов многочисленных групп лиц.
Законопроектом предусмотрено, что физическое лицо (истец-инициатор) или общественная организация имеют право обратиться в суд с иском о защите прав и интересов группы лиц без их процессуального участия в рассмотрении дела (групповой иск).
Групповой иск может быть подан исключительно о защите прав потребителей, права на безопасную для жизни и здоровья окружающую среду, и содержать требования о прекращении нарушающего права о возмещении имущественного и морального вреда. Групповой иск не является формой процессуального соучастия.
Иск считается групповым, если:
1. К иску истца-инициатора присоединилось только 25 физических лиц с идентичными требованиями, основанных на аналогичных основаниях, к одному или нескольких ответчиков;
2. Общественная организация, в случаях установленных законом, обратилась в суд с иском, к которому присоединилось не менее 25 человек, являющихся ее членами, с однотипными требованиями, основанными на аналогичных основаниях, к одному или нескольким ответчикам.

Истец-инициатор может подавать групповой иск с возможностью дополнительного присоединения к нему лиц, относящихся к группе и правам и законным интересам, которые защищены судебным иском (открытый групповой иск), либо без такой возможности.
Истец-инициатор без доверенности представляет интересы участников группы на основании заявлений физических лиц о присоединении (о дополнительном присоединении) к групповому иску или решении большинства участников группы, которое оформляется протоколом собрания и подается в суд за подписями проголосовавших за такое решение.
Проект определяет особенности всех стадий судебного процесса по групповым искам, начиная с открытия производства и заканчивая вынесением решения по делу. В случае удовлетворения иска присужденные платежи распределяются согласно предварительным договоренностям или заключенной сделке или на условиях, публикуемых в объявлении об открытии производства по делу по открытому групповому иску.
Кроме того, как указано в пояснительной записке з законопроекту № 10292 институт группового иска позволяет общественности посредством применения инструментов судебного иска контролировать экологически опасные предприятия, а также контролировать качество товаров и услуг. Групповой иск в условиях развитого демократического общества может частично заменить собой функционирование многочисленных бюрократических контролирующих государственных структур, поскольку в таком случае мониторинг состояния соблюдения законодательства в сфере защиты прав потребителей и экологических прав осуществляется участниками соответствующих правоотношений.
Принятие такого закона может существенно приблизить законодательство Украины к правовым системам таких стран Европейского Союза, как Швеция, Португалия, Испания, Финляндия, Норвегия, Дания, Франция, где институт группового (коллективного) и представительного иска успешно существует уже в течение длительного времени. Украина, декларируя свои европейские стремления, должна заимствовать лучшие судебные практики и процессуальные образцы в собственное правовое поле и тем самым приближаться к мировым тенденциям развития правосудия.
Групповые иски в Украине, в случае успеха в будущем, будут выполнять несколько функций: обеспечивать справедливую компенсацию пострадавшим; они будут служить стимулом для загрязнителей внедрять современные технологии, а производителям - избегать недобросовестной деловой практики, нарушающей права потребителей; будут стимулировать украинское законодательство к принятию кардинальных изменений. Все это окажет положительное влияние как на состояние здоровья и самочувствие населения Украины в целом, так и на окружающую среду, приблизит Украину к полноценной реализации концепции устойчивого развития.

## Роль Куфтырева П.В. в развитии института групповых исков в Украине
Как вспоминает Верник О.И., глава Общественной организации «Фонд преодоления последствий Васильковской трагедии», основанной после Васильковской трагедии и первой подавшей групповой иск в Украине:
 В свое время Павел Куфтырев, мой студент и хороший друг, очень креативный юрист с комплексным видением решения любой проблемы, рассказал мне об идее внедрения института групповых исков в Украине. И именно он активно помогал мне и консультировал по юридическим вопросам, а также предложил идею подачи группового иска на основании статьи 21 Закона Украины «Об охране окружающей природной среды» 
Идея подачи именно групповых исков в Украине у Куфтырева П.В. появилась вследствие глубокого изучения законодательства и судебной практики зарубежных стран, таких как: США, Австралия и Швеция. Законодательные акты про групповые иски этих стран, под руководством и общей редакцией Куфтырева П.В., впервые были переведены, а позже экстраполированы в украинскую практику.
 В ситуации, когда нарушены права множества граждан или круг пострадавших сразу установить невозможно, коллективные иски – единственный действенный способ защиты прав. Коллективные иски в Украине – способ объединять усилия людей для решения общих проблем. - по словам Куфтырева П.В.
В украинской судебной практике появился первый групповой иск от Общественной организации «Фонд преодоления последствий Васильковской трагедии» с мировым соглашением на 1 миллион долларов, и в последующем еще один крупный иск от Общественной организацией «Стоп Шлам» на 9 208 800 000 грн., а также, что является самым главным - соответствующая судебная практика, на основании которой, другие лица могут обращаться с подобными исками в суд.
Кроме того, Куфтырев П.В. продолжает активно работать над развитием института групповых исков в Украине выступая с соответствующими темами докладов на конференциях, семинарах, круглых столах и форумах:
- Участие в международной научно-практической конференции «Продовольственная и экологическая безопасность в военное и послевоенное время: правовые вызовы для Украины и мира» с докладом на тему «Обеспечение экологической безопасности путем подачи групповых экологических исков»[34];
- Участие в конференции «Возмещение ущерба, причиненного в результате войны» с докладом на тему «Механизмы возмещения вреда и международный опыт»[35];
- Участие в научно-практической конференции «Актуальные вопросы судебной психологической экспертизы по делам по искам о возмещении морального вреда» с докладом на тему «Проблемные аспекты определения размера морального вреда при рассмотрении коллективных исков»[36];
- Онлайн-дискуссия. Компенсационный фронт: народ Украины vs Россия[37];
- Лекция для представителей профессорско-преподавательского состава, кафедр экологического земельного,аграрного права ведущих вузов Украины и аспирантов о собственном опыте первого прецедента успешного группового экологического иска в Украине[38];
- Участие в V Харьковском международном юридическом форуме «Эколого-правовые аспекты устойчивого развития» с докладом на тему: «Первый прецедент группового эко-иска в Украине: правовая позиция и перспективы развития class action»[39];
- Участие в IV Судебном Форуме Ассоциации адвокатов Украины с докладом на тему «Групповой иск (коллективный, классовый, „class action“) – действенный механизм защиты экологических прав»[40];
- Участие в качестве модератора в V Судебном Форуме Ассоциации адвокатов Украины (Сессия ІІ на тему «Судебный процесс в условиях военного положения»)[41].

 Перспектива внедрения в процессуальное законодательство Украины институтов группового иска не является теоретической прихотью академического сообщества или активной общественности, по адаптации «модного» института англоамериканского права, а прямо вытекает из тенденции развития европейского регулирования, которое уже сегодня  реально даже для тех стран — членов ЕС, чья правовая система и юридическое мнение еще недавно категорически отрицала целесообразность этого способа реализации права на доступ к правосудию. - по словам Куфтырева П.В.
Что касается сфер применения групповых исков, то, как утверждает Куфтырев П.В., такие иски могут использоваться в любой сфере, где стоит вопрос о правах большого количества или неопределенного круга граждан: в случаях защиты прав потребителей, когда речь идет о продуктах питания, лекарственных средствах, товарах медицинского назначения,  для потребителей финансовых услуг, вкладчиков или заемщиков банков и других финансовых учреждений, инвесторов в строительство или просто жителей многоквартирных домов, общин и отдельных групп населения, акционеров,пострадавших и временно перемещенных лиц, беженцев в результате вооруженной агрессии РФ и т.д.
Таким образом, не смотря на то, что институт групповых исков в Украине находится на стадии развития, наличие уже наработанной судебной практики достаточно для того, чтобы и без специального закона и регулирования в процессуальном законодательстве, внедрять этот инструмент защиты прав граждан.

## Сноски
1. ↑  ЭФФЕКТИВНОСТЬ ГРУППОВОГО ИСКА. pravo.ua. 4 марта 2007. Архивировано 28 февраля 2023. Дата обращения: 2 марта 2023.
2. ↑  Перший колективний. pravo.ua (укр.). Архивировано 28 февраля 2023. Дата обращения: 7 февраля 2023.
3. ↑  Class Actions as Efficient Judiciary Practice: Legislative Initiatives (англ.). Дата обращения: 17 декабря 2022. Архивировано 2018-00-00 года.
4. ↑  Статья 21 Закона Украины «Об охране окружающей природной среды». Дата обращения: 3 апреля 2023. Архивировано 9 марта 2023 года.
5. ↑  Статья 25 Закона Украины «О защите прав потребителей». Дата обращения: 3 апреля 2023. Архивировано 8 января 2019 года.
6. ↑  Статья 29 Закона Украины «О рекламе». Дата обращения: 3 апреля 2023. Архивировано 3 апреля 2023 года.
7. ↑  Постановление Большой Палаты Верховного Суда Архивная копия от 28 февраля 2023 на Wayback Machine от 23.03.2021 по делу № 367/4695/20
8. ↑  Постановление Большой Палаты Верховного Суда Архивная копия от 28 февраля 2023 на Wayback Machine от 11.12.2018 г. в деле № 910/8122/17
9. ↑  Постановление Кассационного гражданского суда в составе Верховного суда Архивная копия от 28 февраля 2023 на Wayback Machine от 19.03.2020
10. ↑  Постановление Большой Палаты Верховного Суда Архивная копия от 28 февраля 2023 на Wayback Machine от 15.06.2021
11. ↑  Решения Конституционного Суда Украины Архивная копия от 28 февраля 2023 на Wayback Machine от 28.11.2013
12. ↑  Об'єднавча сила (укр.). Дата обращения: 25 апреля 2022. Архивировано 2018-00-00 года.
13. ↑  Розгляд справи Верховного Суду від 11 грудня 2018 (укр.). Дата обращения: 12 декабря 2018. Архивировано 27 марта 2019 года.
14. ↑  Розгляд справи Верховного Суду від 15 червня 2021 (укр.). Дата обращения: 15 августа 2021. Архивировано 21 июля 2021 года.
15. ↑  Relevant Mechanism. Ukrainian Journal of Business Law. ujbl.info (англ.). 1 февраля 2022. Архивировано 4 декабря 2022. Дата обращения: 1 января 2023.
16. ↑  Пожар на нефтебазе под Киевом: найдены тела спасателей (9 июня 2015). Архивировано 15 июня 2015 года.
17. ↑  Васильковский фонд (укр.). www.facebook.com. Дата обращения: 17 марта 2023. Архивировано 28 марта 2023 года.
18. ↑  The Role of Environmental NGOs in Shaping the Sustainable Development System (англ.). Дата обращения: 3 марта 2023. Архивировано 1 мая 2022 года.
19. ↑  Позов проти відомої паливної мережі, що спричинила найбільшу в Україні екологічну катастрофу. grecolc.law. 18 мая 2021. Архивировано 22 марта 2023.
20. ↑  Открытие производства Деснянским районным судом г. Киева, 14.09.2018. Дата обращения: 4 марта 2023. Архивировано 15 сентября 2018 года.
21. ↑  Relevant Mechanism (англ.). Дата обращения: 27 декабря 2022. Архивировано 1 июня 2022 года.
22. ↑  На Миколаївщині через сховища токсичних відходів різко зросла смертність від онкозахворювань. Інфографіка (укр.) (12 октября 2021). Дата обращения: 17 октября 2021. Архивировано 1 марта 2023 года.
23. ↑  СМИ: Смертность от рака в районе хранилищ отходов НГЗ выросла на 38,6% (29 октября 2021). Дата обращения: 3 апреля 2023. Архивировано 7 марта 2023 года.
24. ↑  Решением Заводского районного суда г. Николаева Архивная копия от 1 марта 2023 на Wayback Machine от 26.05.2021
25. ↑  Постановление Николаевского апелляционного суда Архивная копия от 1 марта 2023 на Wayback Machine от 14.12.2021. Единый государственный реестр судебных решений
26. ↑  Верховный Суд (укр.). www.facebook.com. Дата обращения: 30 января 2023.
27. ↑  Презентації практики Верховного суду з групових позовів в Україні. grecolc.law. 27 января 2023. Архивировано 1 марта 2023. Дата обращения: 3 апреля 2023.
28. ↑  Малишев Борис Володимирович Архивная копия от 1 марта 2023 на Wayback Machine д.ю.н. професор кафедри Теорії права та держави
29. ↑  Проект Закону про внесення змін до деяких законодавчих актів України щодо групових позовів про захист прав споживачів, права на безпечне для життя та здоров'я навколишнє природне середовище Архивная копия от 1 марта 2023 на Wayback Machine від 15.05.2019
30. ↑  Правники розкрили переваги похідних та групових позовів (укр.). radako.com.ua. Дата обращения: 22 января 2023. Архивировано 1 марта 2023 года.
31. ↑  Practical Aspects of Class Action as an Efficient Mechanism of Sustainable Development. ujbl.info (англ.). Архивировано 1 марта 2023. Дата обращения: 3 апреля 2023.
32. ↑  ЕКО-ТРЕНД. pravo.ua. Архивировано 1 марта 2023. Дата обращения: 20 февраля 2023.
33. ↑  Павло Куфтирєв: Колективні позови - спосіб об'єднувати людей для вирішення спільних проблем. rbc.ua. Архивировано 1 марта 2023. Дата обращения: 27 января 2023.
34. ↑  Конференції із темою доповіді "Забезпечення екологічної безпеки шляхом подання групових екологічних позовів". grecolc.law. Архивировано 25 сентября 2022. Дата обращения: 10 апреля 2021.
35. ↑  Павло Куфтирєв взяв участь у конференції із темою доповіді «Забезпечення екологічної безпеки шляхом подання групових екологічних позовів». grecolc.law (укр.). Архивировано 1 марта 2023. Дата обращения: 20 марта 2023.
36. ↑  Павло Куфтирєв про проблемні аспекти визначення розміру моральної шкоди при розгляді колективних позовів. grecolc.law (укр.). Архивировано 28 марта 2023. Дата обращения: 1 января 2023.
37. ↑  Онлайн-дискусія. Компенсаційний фронт: народ України vs путінська росія. grecolc.law (укр.). Архивировано 28 марта 2023. Дата обращения: 24 марта 2023.
38. ↑  Керуючий партнер GRECO – Law Company Павло Куфтирєв провів лекцію на запрошення кафедри екологічного права Інституту права КНУ ім. Тараса Шевченка. grecolc.law (укр.). Архивировано 28 марта 2023. Дата обращения: 20 марта 2023.
39. ↑  Керуючий партнер GRECO – Law Company Павло Куфтирєв взяв участь у V Харківському міжнародному юридичному форумі. grecolc.law (укр.). Архивировано 28 марта 2023. Дата обращения: 22 марта 2023.
40. ↑  В рамках IV Судового Форуму ААУ відбулась бутик-конференція, яка була присвячена судовому захисту суспільних інтересів в екології. grecolc.law (укр.). Архивировано 6 декабря 2021. Дата обращения: 14 мая 2021.
41. ↑  В рамках V Судового Форуму ААУ: Сьогодні важливо об'єднати весь юридичний фронт у боротьбі з країною-агресором – Павло Куфтирєв. grecolc.law (укр.). Архивировано 28 марта 2023. Дата обращения: 24 марта 2023.
42. ↑  Європейські підходи і перспективи уніфікації законодавства ЄС у сфері запровадження механізмів колективних (групових) позовів. pravo.ua. Архивировано 1 марта 2023. Дата обращения: 18 февраля 2023.